# آرثر ريتشموند أتكينسون
آرثر ريتشموند أتكينسون (بالإنجليزية: Arthur Richmond Atkinson)‏ هو محامي وسياسي نيوزلندي، ولد في 5 أغسطس 1863 في نيوزيلندا، وتوفي في 26 مارس 1935. انتخب عضو مجلس النواب النيوزيلندي.